# یواس‌اس بارنز (سی‌وی‌ئی-۲۰)
یواس‌اس بارنز (سی‌وی‌ئی-۲۰) (به انگلیسی: USS Barnes (CVE-20)) یک کشتی بود که طول آن ۴۹۵٫۶۶ فوت (۱۵۱٫۰۸ متر) بود. این کشتی در سال ۱۹۴۲ ساخته شد.